# Hemerobius barkalovi
Hemerobius barkalovi là một loài côn trùng trong họ Hemerobiidae thuộc bộ Neuroptera. Loài này được Dubatolov miêu tả năm 1996.